# 張勤 (新聞工作者)
張勤（1935年4月2日—2017年5月15日），祖籍山東省惠民縣，出生於北平市，中華民國新聞工作者。

## 生平
張勤2歲時，父親張君川與母親曹壽菊離婚；他則隨擔任中華民國空軍飛行員兼教官的姨父哈虎文與姨母曹壽蘭且戰且走到成都，改名哈奈勤就讀空軍子弟小學。隨後哈家定居臺灣高雄縣岡山鎮，他自行改名張勤就讀臺灣省立岡山中學。岡中畢業後，張勤考進中華民國海軍軍官學校，代表海軍官校47年班（民國47年，即西元1958年）新生宣讀入學誓詞，成為第一任班代表，但因志趣不合而第一個退學；退學後參加大學聯考，考進國立中興大學法商學院(今國立台北大學)法律學系。1960年至1961年，張勤在金門縣服軍法預官役一年半；退伍後返回臺灣但找不到工作，於是在金門中學任教一年。1962年，張勤返回臺灣，在高雄縣立岡山農業職業學校任教英文。
1964年，張勤當選全國優秀青年，每天清晨在正聲廣播公司正言廣播電台主持英文教學節目《正言台英語》及古典音樂節目《曉露輕聲》。1967年，張勤考取中國廣播公司台南廣播電台記者。1970年，張勤考進中國電視公司新聞部，成為中視新聞第一代記者。1970年發生保釣運動，張勤與中視新聞攝影記者張照堂及琉球問題專家楊仲揆首先登上釣魚台列嶼採訪，作成專題報導〈釣魚台列嶼巡禮〉，榮獲1971年第7屆金鐘獎優良廣播電視節目獎。1973年，張勤辭記者職，前往舊金山州立大學攻讀電視傳播藝術碩士，主修電視新聞。1977年，張勤取得碩士學位，返回中視新聞續任記者。
1988年3月31日，中視新聞與台視新聞簽約轉播1988年漢城奧運，中視新聞部同時成立任務小組，中視新聞部副理張勤擔任任務小組召集人。1990年7月20日，中視發布人事命令：自1990年8月1日起，新聞部副理張勤調任研考室研究員。
1994年中，張勤擔任國際視聽傳播公司總經理。1995年4月中旬，張勤入選美國國際專業名人錄（International Who's Who of Professionals）1995年度會員。
張勤從中視新聞退休後，先後在國立政治大學、國立交通大學、中國文化大學、世新大學等學校擔任兼任教授20年，曾任學者衛星電視台副總經理兼節目部經理、中華亞太設計協會秘書長、新黨秘書長、華藏衛星電視台總經理等職。
2017年5月15日下午，張勤逝世。2017年5月27日，張勤家屬在臺北市第二殯儀館舉辦張勤追思會。

## 作品
主持
- 中視《新聞綜藝》（中視新聞1982年大年初三特別節目，與周荃、熊旅揚、尹台澎主持，首播時間：1982年1月17日）[3]

著作
- 《電視新聞》：三民書局1983年初版。